# Žikava
Žikava je obec na Slovensku ležící v okrese Zlaté Moravce v Nitranském kraji.

## Poloha a přírodní podmínky
Obec leží na severovýchodní části Požitavské pahorkatiny v údolí potoka Jarky a na úpatí Tribeče. Samotná obec leží v nadmořské výšce kolem 270 metrů, její katastr mezi 250 a 600 metry. Katastr má charakter převážně pahorkatiny, je tvořen jíly, písky a žulami a křemenci. Severní část katastru je zalesněná (roste zde nejvíce dub, habr, buk, bříza), jižní část je více zemědělsky využívaná a odlesněná.

## Historie
První písemná zmínka o obci pochází z roku 1075 jako Sikua, později se objevuje pod názvy Sichoua, Sichoa (1209), Sitva (1293), Zikawa (1773), Žikawa (1808), maďarsky Zsikva. Patřila nejprve opatství v Hronském Beňadiku, od roku 1388 panství Hrušov, později panství Topoľčianky. V roce 1424 se uvádí zdejší mýto. V roce 1573 ji napadli a zničili Turci. Obyvatelé se živili zemědělstvím a chytáním raků k prodeji na trhu. V katastru obce je ve středověkých pramenech uváděna obec Kendy – v roce 1156 jako obec s farou, v roce 1388 patřila rovněž panství Hrušov, později zanikla.

## Pamětihodnosti
- římskokatolický klasicistní kostel z roku 1804, přestavěný v roce 1849
- na katastru se rozkládá také část Národního hřebčína se sídlem v Topoľčiankách

## Rodáci
- František Horniak, rytec známek